# Шегуй
Шегуй (д/н—618) — 4-й володар Західнотюркського каганату в 612—618 роках. Заклав основи для відновлення потуги держави.

## Життєпис
Походив з династії Ашина. Стосовно його батька існують суперечності: більшість розглядає Янг-Соух-тегіна
(сина великого кагана Кара-Чурин-Тюрка) відомого також як Тулу-тегін, інші — Талоп'єна Апа-хана (сина Мукан-кагана). Більш ймовірний перший варіант.
Приблизно в 580-х роках отримав від Кара-Чурин-Тюрка у володіння область Чач (на північ від річки Сирдар'я). У 603 році долучився до повстання проти Нірі-кагана. Втім 604 року зазнав поразки від Хешана-кагана, якому підкорився.
У 610 році підбурений суйським імператором Ян повстав проти Хешана. Шегуя підтримав племінний союз нушібі. Війна тривала протягом 2 років, коли зрештою Хешана зазнав поразки.
Приблизно в 612/613 році завдав поразки Їеде-хану, володарю Сеяньто, що відокремився від Західнотюркського каганату за часів попередника Шегуя. Сеяньто визнало зверхність останнього.
Дотримувався союзних відносин з Імперією Суй, на боці якої в 615—617 роках воював проти Шібі-кагана, володаря Східнотюркського каганату. Було здійснено низку успішних походів у район Алтаю.
Помер Шегуй в столиці Суяб. Йому спадкував брат Тун-Ябгу-каган.